# جیم فرانسوی (بازیکن فوتبال، زاده ۱۹۲۶)
جیم فرانسوی (انگلیسی: Jim French; ۲۷ نوامبر ۱۹۲۶ – فوریه ۲۰۰۴ (۷۷ ساله)) بازیکن فوتبال اهل بریتانیا بود.
از باشگاه‌هایی که در آن بازی کرده‌است می‌توان به باشگاه فوتبال میدلزبرو، باشگاه فوتبال نورث‌همپتون تاون، و باشگاه فوتبال دارلینگتون اشاره کرد.